# 即劇遊団あドり部
即劇遊団あドり部（そくげきゆうだんあドりぶ）は日本のプロデュース劇団。2015年、加古川市在住の俳優北原雅樹により旗揚げ。現在のところ公演ごとに出演者、テーマの違うプロデュース公演を行う即興芝居、アドリブ劇の劇団となっている。
2018年11月14日、主宰の俳優北原雅樹が理事会により解任され、新主宰2名が共同主宰として就任。
2018年12月29日の企画公演をもって、解散。

## 来歴
2015年、北原雅樹が役者を集め、2015年2月15日に加古川市の松風ぎゃらりーにて第一回本公演ライブ「あの頃チュウガクらぷそでぃー」を行ったのが旗揚げ。
2015年5月にはスピンオフ公演を姫路、加古川、明石にて3日間で5ステージを公演する。
2015年10月には、「アドリブ劇」を兵庫県にひろめてゆくプロジェクト「THEアドリブ兵庫」を立ち上げ、Vol.1にて「アドリブ劇ライブ inJR兵庫」、Vol.2にて「アドリブ劇ワークショップ」、Vol.3にて「アドリブ劇公開稽古」を行う。また同じく10月より、月1回の平日昼に行うカフェでのライブ「お芝居かふぇinはま茶」を始める。
2018年5月より｢じもラジ 火曜日｣内にて『あドり部の人生まるごとあどりーぶー』スタート。
2018年11月7日で｢じもラジ 火曜日｣内にて『あドり部の人生まるごとあどりーぶー』終了。

## 解散時の正規メンバー
- ふーやん(左京風香)-第四回本公演に現役高校生で出演。
- ゆうな(瑚原優奈)-｢ハピゴゥラッキィ vol.1｣　から出演。
- はるちゃん(佐々木春穂)-2期生。フロムノースフィールド所属。
- ぬまちゃん(ぬまたぬまこ)-１期生。即興演劇バトルTHE SAN-DAI大阪 優勝。フロムノースフィールド所属。

## 公演に出演したことのある俳優
- きたさん（北原雅樹） - 主宰。企画・チラシデザイン・演出・出演などを手掛ける。
- りょうちん（白石涼子） - スピンオフ企画ライブに出演後正規メンバーとして加入。稽古や公演内容などを手掛ける。
- りょーちん - 旗揚げメンバー。東京を中心に活動するロクディムのメンバー。
- はらこ（原田昌子） - 旗揚げメンバー。テレビなどで活躍中。
- みみか（田村美香） - 旗揚げメンバー。
- みさき（岩本美咲） - 旗揚げメンバー。
- まりりん（田名部真理） - スピンオフ企画ライブに出演。ラジオ関西パーソナリティ。
- ゆきや（yukiya） - スピンオフ企画ライブに出演。劇団えすぷろ所属。
- りえ（はせなかりえ） - スピンオフ企画ライブに出演。劇団sol a seed所属。
- ワタリー（渡猛） - プロジェクト「THEアドリブ兵庫」に出演。東京を中心に活動するロクディムの共同主宰。
- なごじゅん（名古屋淳）-東京を中心に活動するロクディムのメンバー。
- よっこ（田口陽子） - 旗揚げメンバー。スピンオフ企画ライブにも出演。劇団ここからの看板女優。
- にっしゃん（西村裕貴） - 旗揚げメンバー。
- Rinana（卯内里奈）-シンガーソングライター。
- まみ（村田麻美）-岡山県在住の女優。
- ゆーすけ（北口裕介）-大阪生まれの俳優。
- ひでまる-フリーのお笑い芸人。
- cyan（シアン）-小野市出身のシンガーソングライター。
- みくみん(住吉美紅)-Platform主宰
- ももちぃ（太田百萌花）-KRD8
- しょーな（高本翔菜）-KRD8
- りいちゅ（桃華りさ）-KRD8
- まいまい（宮脇舞依）-KRD8
- らぶたん（宮脇愛）-KRD8
- のぞみー（巽希）-KRD8
- おざおざ（小澤正実）-加古川出身のモデル｡
- だいと-１期生
- あいり-１期生
- みかっぺ-１期生
- じゅん(神戸じゅん)-１期生。まっちゃん から改名。
- しげ-１期生
- かもっち(加茂川宗介)-2期生
- ゆうき(きよせ ゆうき)-2期生。フロムノースフィールド所属。
- 吉田ジョージ-ひとり部 vol.4ゲスト｡東海テレビの気象予報士。
- さっちん-2期生
- みのり-2期生
- さとこ-2期生
- くーちゃん(秋田久美子)-DRAGON FIELD龍野にゲスト出演。吉本新喜劇女優。
- なほ(渡辺奈穂)-インプロオキナワ代表。沖縄公演にゲスト出演。
- ひで(真栄城秀人)-沖縄公演にゲスト出演。
- しーちゃん-第3回新人公演チャレンジャー
- りょーヘー(松本涼平)-2期生｡大学生限定のジュノンスーパーボーイコンテストで準優勝。
- らい(相原雷太)-即興劇チーム クロウキャッチメンバー。池田のお寺公演にゲスト出演。
- みよし(新井美好)-声優･シナリオライター。池田のお寺公演にゲスト出演。
- りく(仲村りく)-3期生
- にこちゃん-3期生。中学生。
- アンジー-3期生。中学生。
- ゆうちゃん(武田ゆうこ)-3期生。
- いけたみ-3期生。
- こゆ(冬野小雪)-3.5期生。フロムノースフィールド所属。
- さゆ-3.5期生。中学生。
- かおる-3.5期生。小学生。
- まお-3.5期生。小学生。
- 9ちゃん(九反月海)-4期生。フロムノースフィールド所属。
- れいちゃん(澪鞠花)-4期生。
- ちばちゃん-5期生。中学生。
- なっしー-5期生。中学生。

## 出演したことのある即興奏者
- まゆげ- ピアニストとして出演。旗揚げメンバー。スピンオフ企画ライブにも出演。
- みみちん - ピアニストとして、スピンオフ企画ライブに出演。
- アスキングライフ（けんたろう！びっくりまーく） - ギタリストとしてプロジェクト「THEアドリブ兵庫」に出演。
- おぎぴ - 音・人・旅。ギタリストとして「プレジャーピクニック」に出演。
- りら - 高砂ぺんぎん舎。アコーディオン、ピアニストとして「ひとり部」、「プレジャーピクニック」、｢半アドッ｣に出演。
- ヤギリンゴ - ウクレレ弾き語リスト。キーボディストとして｢VAN州SHOWTIME(播州ショウタイム)」に出演。
- ザ･タニシ - 高砂ペンギン舎。ギタリストとして｢ひとり部｣に出演。
- 八重尾雄太-call....it sings。キーボディストとして｢ひとり部｣に出演。

## 公演を手伝ったことのある照明音響スタッフ
- もじゃ－照明と音響効果担当としての旗揚げメンバー。
- おおもっち－照明と音響効果担当。
- うっちー－制作と音響効果担当。

## 公演を手伝ったことのあるスタッフ
- じゅんじー－撮影・記録・舞台装置スタッフ
- めぐ－事務・制作・受付スタッフ。
- かるろす－事務・制作・受付スタッフ。
- かおりん－事務・制作・受付スタッフ。

## 主な公演
2015年
- 2月15日 - コミュニケーションライブVol.1「あの頃チュウガクラプソディー」　松風ギャラリーにて、2回公演。
- （きたさん、りょーちん、よっこ、にっしゃん、はらこ、みさき、みみか）

♪(まゆげ)
- 5月29日-31日 - スピンオフ企画ライブVol.A1「即興！はりま三都物語」　姫路NAYA工房、加古川ホッターズ、町劇AkashiBBにて、5回公演。
- （きたさん、りょーちん、りょうちん、ゆきや、まりりん、よっこ、りえ）♪(みみちん、まゆげ)
- 10月29日 - プロジェクトTHEアドリブ兵庫Vol.1「アドリブ劇ライブ inJR兵庫」　高架五拾七にて。
- （きたさん、りょうちん、ワタリー）

♪(アスキングライフ)
- 10月26日、11月16日、12月14日 - 「お芝居かふぇinはま茶」

2016年
- 1月22日 - プロジェクトTHEアドリブ兵庫Vol.4「アドリブ劇ライブ in高砂」　高砂やにて。

（きたさん、りょうちん、ワタリー）
♪(アスキングライフ)
- 1月23日 - プロジェクトTHEアドリブ兵庫Vol.6「アドリブ劇challengeライブ in高架57」　高架五拾七にて。

（きたさん、りょうちん、ワタリー）
♪(アスキングライフ)
- 1月25日 、2月8日、3月14日、4月11日、6月6日、7月11日、9月12日- 「お芝居かふぇinはま茶」
- 3月12日-13日- コミュニケーションライブVol.2「アドベンチャーを生きよう！」　ぎゃらりー&サロン 日本堂にて、3回公演。

（きたさん、なごじゅん、にっしゃん、りょうちん、Rinana、まみ、ゆーすけ、サムちゃん、ひでまる）
♪(まゆげ)
- 4月29日 - プロジェクトTHEアドリブ兵庫Vol.7「アドリブ劇ライブ in小野市」　長井珈琲倶楽部小野店にて。

（きたさん、ワタリー、サムちゃん、cyan）
♪(アスキングライフ)
- 4月30日 - プロジェクトTHEアドリブ兵庫Vol.9「チャレンジ枠付アドリブ劇ライブ in神戸元町」　シアタージャジーにて。

（きたさん、ワタリー、サムちゃん、cyan）
♪(アスキングライフ)
- 5月29日-ひとり部「りょうちんVol.0」「きたさんVol.0」　THEこなもん道場 たこ魂にて。

♪(りら)
- 7月9日-りょうちん企画「R面」vol.1 「プレジャーピクニック」　シアタージャジーにて、太陽のピクニックと星影のピクニックの2回公演。

(きたさん、りょうちん、みくみん)
♪(りら、おぎぴ)
- 9月17日-「VAN州SHOWTIME(播州ショウタイム)in姫路with KRD8」　NAYA工房にて、2回公演。

（きたさん、りょうちん、サムちゃん、cyan､ももちぃ、しょーな、りいちゅ、まいまい、らぶたん、のぞみー）
♪(ヤギリンゴ)
- 9月18日-「VAN州SHOWTIME(播州ショウタイム)in加東市社」　Live&Bar Fuzzyにて､2回公演。

（きたさん、りょうちん、サムちゃん、cyan）
♪(ヤギリンゴ)
- 10月15日-KRD8コラボ姫路公演 ｢半アドッ｣　イーグレひめじB1 アートホールにて、2回公演。

(きたさん、りょうちん、しょーな、りいちゅ、のぞみー、まいまい、らぶたん、ももちぃ)
♪(りら)
- 11月26日-コミュニケーションライブ Vol.3｢おとうさんと､ぼく。｣　ぎゃらりー&サロン 日本堂にて、2回公演。

(きたさん、りょーちん、サムちゃん、にっしゃん、おざおざ)
♪(りら)
- 12月11日-第一回新人発表会｢ハピゴゥラッキィ vol.1｣　ぎゃらりー&サロン 日本堂にて。

(きたさん、りょうちん、サムちゃん、ゆうな、ぬまちゃん、だいと、あいり、みかっぺ、おーにし、まっちゃん、しげ)
♪(りら)
2017年
- 1月21日-北原雅樹 毎月チャレンジ企画･単独アドリブ劇 ひとり部 vol.1｢アレに出てたアレはきたさん｣　びぃぷらす にて｡

♪(ザ･タニシ)
- 2月18日-19日-第四回本公演｢ワイルド･プレゼント｣　ぎゃらりー&サロン日本堂にて、3回公演。

(きたさん、りょうちん、サムちゃん、りょーちん、ふぅやん)
♪(まゆげ)
チャレンジャー(かもっち、あいり、だいと、まっちゃん、ゆうき、ゆうな)
- 2月24日-北原雅樹 毎月チャレンジ企画･単独アドリブ劇 ひとり部 vol.2｢もしも明日が…晴れたなら｣　びぃぷらす にて｡

♪(ザ･タニシ)
- 3月30日-北原雅樹 毎月チャレンジ企画･単独アドリブ劇 ひとり部 vol.3｢おごだでばぜんように！｣　ぎゃらりー&サロン日本堂 にて｡

♪(ザ･タニシ、りら)
- 4月2日-北原雅樹 毎月チャレンジ企画･単独アドリブ劇 ひとり部 vol.4｢ゲストの方がスゴすぎて…｣　東播磨生活創造センター｢かこむ｣にて｡

(きたさん、吉田ジョージ、サムちゃん)
♪(ザ･タニシ、りら)
- 4月2日-第二回新人発表会｢ハピゴゥラッキィ vol.2｣　東播磨生活創造センター｢かこむ｣にて。

(きたさん、りょうちん、サムちゃん、ふーやん、ゆうな、ぬまちゃん、だいと、あいり、まっちゃん、さっちん、みのり、さとこ、はるちゃん、ゆうき、かもっち) ♪(りら、ザ･タニシ)
- 4月23日-THEアドリブ兵庫 ｢DRAGON FIELD龍野｣　たつの市青少年ホール棟にて。

(きたさん、りょうちん、ワタリー、サムちゃん、ふーやん、くーちゃん、かもっち、ゆうき)
♪(りら)
チャレンジャー(はるちゃん、ぬまちゃん、ゆうな)
- 5月28日-フロムノースフィールド主催 ひとり部 vol.5｢飲めや！笑えや！アフレコ祭り｣ びぃぷらすにて｡

(きたさん、サムちゃん)
- 6月6日-北原雅樹 毎月チャレンジ企画･単独アドリブ劇 ひとり部 vol.6｢東京森林で独りぼっっっち｣　AKIBAPOにて｡

(きたさん、ワタリ)
♪(八重尾雄太)
- 6月24日-25日-出張沖縄公演｢いちゃりばちょーでー！べっちょない！｣　アルテ崎山Aホールにて、3回公演。

(きたさん、りょうちん、サムちゃん、ワタリ、なほ、ひで) ♪(りら)
- 7月17日-北原雅樹 毎月チャレンジ企画･単独アドリブ劇 ひとり部 vol.7｢2日前に歳とりました｡｣　びぃぷらす にて｡

(きたさん、はるちゃん、ぬまちゃん)
♪(ザ･タニシ)
- 8月13日-第三回新人発表会｢ハピゴゥラッキィ vol.3｣　東播磨生活創造センター｢かこむ｣内 たぱす にて、2回公演。

(きたさん、ゆうな、あいり、ぬまちゃん、まっちゃん、はるちゃん、ゆうき、かもっち) ♪(りら、ザ･タニシ)チャレンジャー(しーちゃん)
- 8月31日-北原雅樹 毎月チャレンジ企画･単独アドリブ劇 ひとり部 vol.8｢夏休みの思い出｣　びぃぷらす にて｡

(きたさん、かもっち) ♪(ザ･タニシ)
- 9月10日-北原雅樹 毎月チャレンジ企画･単独アドリブ劇 ひとり部 vol.9｢ときめき２学期｣　東播磨生活創造センター｢かこむ｣内 たぱす にて。

(きたさん、ゆうき) ♪(りら)
- 10月21日-北原雅樹 毎月チャレンジ企画･単独アドリブ劇 ひとり部 vol.10｢秋の夜長に何おもふ｣　びぃぷらす にて｡

(きたさん、まっちゃん) ♪(ヤギリンゴ)
- 10月28日-北原雅樹出身豊中市凱旋公演｢豊中凱旋なのに池田のお寺(寿命寺)公演｣　医王山 寿命寺にて、2回公演。

(きたさん、りょうちん、サムちゃん、ワタリ、かもっち、ゆうき、はるちゃん、ぬまちゃん、りょーへー、らい、みよし) ♪(りら)
- 11月4日-北原雅樹 毎月チャレンジ企画･単独アドリブ劇 ひとり部 vol.11｢高砂でアドリブにおたわむれ｣　松宗蔵にて、2回公演。

(きたさん、ぬまちゃん、はるちゃん) ♪(りら、ザ･タニシ)
- 12月23日-北原雅樹 毎月チャレンジ企画･単独アドリブ劇 ひとり部 vol.12｢ブイ！ブイ！クリスマスイブイブ！｣　ぎゃらりー&サロン日本堂 にて｡

(きたさん、渡猛) ♪(ザ･タニシ、りら)
2018年
- 1月7日-第四回新人発表会｢ハピゴゥラッキィ vol.4｣　東播磨生活創造センター｢かこむ｣内 たぱす にて、2回公演。

(きたさん、りょうちん、ぬまちゃん、はるちゃん、ゆうき、じゅん、りく、にこちゃん、アンジー、ゆうちゃん) ♪(りら)
- 2月10日-第五回本公演｢アドレナリンのスペアリブ｣　松風ギャラリーにて、2回公演。

(きたさん、りょうちん、りょーちん、はるちゃん、りく) ♪(りら)
- 3月17日-うまいもん巡り公演 vol.1｢SAMKITA(サムキタ)｣　うまいもん横丁 明石藤江店にて、2回公演｡

(きたさん、サムちゃん) ♪(りら)
- 4月1日-第五回新人発表会｢ハピゴゥラッキィ vol.5｣　東播磨生活創造センター｢かこむ｣内 たぱす にて、2回公演。

(きたさん、りょうちん、ゆうな、ふーやん、ぬまちゃん、はるちゃん、ゆうき、じゅん、アンジー、にこちゃん、ゆうちゃん、いけたみ、こゆ、さゆ、かおる、まお) ♪(りら、ザ･タニシ)
- 5月20日-うまいもん巡り公演 vol.2｢SAMKITA(サムキタ)｣　うまいもん横丁 高砂店にて、2回公演｡

(きたさん、サムちゃん) ♪(りら)
- 6月9日-ぬまちゃん｢THE SANDAI｣優勝記念 第一回あドり部研究生かくし芸大会｢かくれちゃまんまじゃやーよ vol.1｣　東播磨生活創造センター｢かこむ｣内 たぱす にて。

（きたさん、ゆうな、ぬまちゃん、あいり、はるちゃん、ゆうき、ゆうちゃん、にこちゃん、こゆ、さゆ、まお、かおる、９ちゃん、れいちゃん）♪（りら）
演目：★ぬまちゃん「ザ・サンダイ」
★はるちゃん「ダンス」「教えてはるちゃん」「はるちゃん一首」
★あいり「方言歌」
★はるちゃん、ゆうちゃん、ゆうき「ダンス」
★かおる「即興ダジャレ」
★かおる、まお「漫才」
★ぬまちゃん、こゆ「漫才」
★にこちゃん、れいちゃん「お絵描きパフォーマンス」
★さゆ「朗読」
★ぬまちゃん、ゆうな「ピアノ連弾」
★こゆ「朗読」
★ゆうき「フリートーク」
★ぬまちゃん、きたさん「ザ・サンダイ」
★はるちゃん、ぬまちゃん、こゆ、９ちゃん「合唱」
- 8月18日-第六回新人発表会｢ハピゴゥラッキィ vol.6｣　東播磨生活創造センター｢かこむ｣内 たぱす にて、2回公演。

(きたさん、ゆうな、ふーやん、ぬまちゃん、はるちゃん、あいり、ゆうき、じゅん、にこちゃん、ゆうちゃん、こゆ、さゆ、かおる、まお、9ちゃん、れいちゃん) ♪(りら)
- 9月8日-うまいもん巡り公演 vol.4｢SAMKITA(サムキタ)｣　うまいもん横丁 小野店にて｡

(きたさん、サムちゃん) ♪(りら)
- 12月15日-新人発表会｢DAN de RIDE ON!(ダン･デ･ライオン)｣　東播磨生活創造センター｢かこむ｣内 たぱす にて。

(ゆうき、9ちゃん、こゆ、あいり、じゅん、にこちゃん、ゆうちゃん、かおる、まお、ちばちゃん、なっしー、ゆうな、ぬまちゃん、はるちゃん) ♪(りら)
- 12月29日-現役女子大生･女子高生アドリブ演劇公演新｢どんがらがっしゃん｣　東播磨生活創造センター｢かこむ｣内 たぱす にて。

(ふーやん、ゆうな、ぬまちゃん、はるちゃん) ♪(りら)

## その他
- 2016年4月27日　豊中青年会議所 4月度定例会～あドり部から学ぶ魅力や価値を伝えるチカラ～で、初の出張ライブ。